# Тито, Рауль
Рауль Александр Тито Кано (исп. Raúl Alexander Tito Cano; род. 5 сентября 1997, Лима, Перу) — перуанский футболист, полузащитник.

## Клубная карьера
Тито начал карьеру в клубе «Спорт Бойз». 11 мая 2014 года в матче против «Карлос Мануччи» он дебютировал в перуанской Сегунде, в возрасте 17 лет. 30 августа в поединке против «Карлос Мануччи» Рауль забил свой первый гол за «Спорт Бойз».
В начале 2015 года Тито перешёл в «Сьенсиано». 1 мая в матче против «Леон де Уануко» он дебютировал в перуанской Примере. 2 августа в поединке против столичного «Депортиво Мунисипаль» Рауль сделал «дубль», забив свои первые голы за «Сьенсиано».
В начале 2016 года Тито перешёл в «Университарио». 15 февраля в матче против «Дефенсор ла Бокана» он дебютировал за новую команду. 24 августа в поединке против «Комерсиантес Унидос» Рауль забил свой первый гол за «Университарио».
В августе 2017 года Тито отправился в аренду в «Реал Гарсиласо». 10 сентября в матче против «Мельгара» он дебютировал за новую команду. 29 октября в поединке против «Хуан Аурич» Рауль забил свой первый гол за «Реал Гарсиласо».
В начале 2018 года Тито перешёл в «Спорт Росарио».
25 января 2019 года Тито вернулся в «Сьенсиано».
10 марта 2020 года Тито подписал контракт с клубом Канадской премьер-лиги «Эдмонтон» на сезон 2020. Однако, после того как он не смог приехать в Канаду из-за пандемии COVID-19, был отдан в аренду клубу второго дивизиона Перу «Сантос де Наска» на сезон 2020. 8 января 2021 года Тито перезаключил контракт с «Эдмонтоном» на сезон 2021. 21 июня 2021 года контракт Тито с «Эдмонтоном» был расторгнут по взаимному согласию сторон, после того как он снова не смог приехать в Канаду из-за ограничений на поездки и проблем с визой, вызванных пандемией COVID-19.

## Международная карьера
В 2017 году Тито в составе сборной Перу до 20 лет принял участие в молодёжном чемпионате Южной Америки в Эквадоре. На турнире он сыграл в матчах против команд Боливии и Уругвая.